# Жива плоть
«Жива плоть» (ісп. Carne Trémula) — драма Педро Альмодовара, знята 1997 року.

## Сюжет
Дія фільму розгортається в Мадриді в 1970 році. Через передчасний початок пологів у міському автобусі з'являється на світ хлопчик Віктор. Подія отримала значення міського масштабу, молоду матір в лікарні відвідує мер міста і директор міського автотранспорту, який вручає матері і синові довічний проїзний.
Далі дія фільму триває 20 років по тому. Віктор проникає до квартири до Елени, з якою набув перший сексуальний досвід. Побачивши несподіваного гостя, вона намагається вигнати його, але хлопець не хоче йти, тоді дівчина дістає пістолет свого батька, щоб його налякати. У бійці відбувається випадковий постріл. Двоє поліціянтів (Давид і Санчо), що чергували неподалік, отримавши виклик, їдуть в цю квартиру. Побачивши поліцію Віктор злякався і приставив пістолет до голови Елени, Санчо намагається вирвати пістолет із рук Віктора, дівчина ховається за спиною Давида і лунає постріл. Давид отримує поранення, а Віктор вирушає до в'язниці. Через чотири роки його достроково звільняють. Під час перебування Віктора у в'язниці його мати вмирає від раку, залишивши синові у спадок застарілий будинок і 150 тисяч песет. Прийшовши на кладовище, він бачить Елену та її чоловіка Давида, який пересувається на інвалідному візку після поранення.
Після тієї зустрічі Віктор починає переслідувати Елену. Давид дізнається про це і погрожує Віктору. Віктор паралельно зустрічається з Кларою, дружиною Санчо. Випадково побачивши їх разом, Давид фотографує коханців. Віктор влаштовується на роботу в притулок для дітей, в якому працює Елена. Туди приходить Давид, між ним і Віктором відбувається розмова і з'ясовується, що стріляв Санчо, знаючи про зв'язок Давида з Кларою. Через деякий час між Віктором і Еленою відбувається інтимний зв'язок, Елена зізнається чоловіку в цьому. Розлючений Давид показує фотографії з Кларою і Віктором своєму другові Санчо. Санчо їде в будинок Віктора, в якому знаходиться Клара. Санчо і Клара одночасно стріляють один в одного, в будинок вбігає Віктор і бачить убиту Клару і вмираючого Санчо, який стріляє собі в голову і гине.
У фіналі фільму ми бачимо Віктора та вагітну від нього Елену.  Так само як і на початку фільму, посеред жвавої вулиці в Елени починаються пологи, з нею поруч коханий Віктор, вони направляються до лікарні.

## У ролях
- Ліберто Рабаль — Віктор Пласа
- Франческа Нері — Елена
- Хав'єр Бардем — Давид
- Анхела Моліна — Клара
- Хосе Санчо — Санчо
- Пенелопа Крус — Ізабель Плаза Кабальєро
- Пілар Бардем — жінка в автобусі

## Нагороди та номінації
Загалом стрічка отримала 8 нагород та була номінована ще на 10, зокрема:
- 1999 — BAFTA — номінація на найкращий фільм іноземною мовою;
- 1998 — Європейський кіноприз — номінація на найкращий фільм та найкращого актора Хав'єр Бардем;
- 1998 — премія «Гойя» — найкращий актор другого плану (Хосе Санчо) та номінації на найкращого актора та найкращу актрису другого плану;